# Дальний (Рубцовский район)
Дальний — поселок в Рубцовском районе Алтайского края. Административный центр Дальнего сельсовета.

## История
Основан в 1919 г. По другим сведениям в 1925 г.  В 1928 г. поселок совхоза Рубцовский состоял из 43 хозяйств, основное население — русские. В составе Надеждинского сельсовета Рубцовского района Рубцовского округа Сибирского края. В 1931 г. посёлок Главный состоял из 288 хозяйств, центральная усадьба совхоза Овцевод. В 1960 г. присвоено современное название.

## Население
| 1926 | 1931 | 1997  | 1998  | 1999 | 2000 |
| ---- | ---- | ----- | ----- | ---- | ---- |
| 108  | ↗496 | ↗1022 | ↗1025 | ↘974 | ↗979 |
| 2001 | 2002 | 2003  | 2004  | 2005 | 2006 |
| ↘938 | ↗942 | ↘927  | ↘878  | ↘874 | ↘862 |
| 2007 | 2008 | 2009  | 2010  | 2011 | 2012 |
| ↘799 | ↘777 | ↘736  | ↘687  | ↘683 | →683 |
| 2013 |      |       |       |      |      |
| ↘649 |      |       |       |      |      |